# Musée de l'armement de la Bundeswehr
Le musée de l'armement de la Bundeswehr, également connu sous le nom de Wehrtechnisches Museum Koblenz et Wehrtechnische Studiensammlung Koblenz (WTS), est la collection officielle d'études de la technique de défense de la Bundeswehr à Coblence. 

## Information et collections
Le musée de l'armement de la Bundeswehr est l'une des importantes expositions militaires techniques d'Allemagne, avec environ 30 000 objets sur une surface d'exposition d'environ 7 000 mètres carrés. Elle est connue comme l'une des  importantes collections de ce type au niveau international. Le musée se concentre principalement sur la technologie de défense et la bibliothèque scientifique militaire. Il est une filiale de l'Office fédéral des équipements, des technologies de l'information et du soutien en service de la Bundeswehr (BAAINBw - anciennement Office fédéral de la technologie de défense et des achats).
Les départements de la collection et l'exposition se concentrent sur:
- Les armes légères et les mitrailleuses
- Technologie de l'artillerie
- Technologie des missiles
- Armes à main antichars
- Véhicules à roues et à chenilles
- Technologie des pionniers
- Technologie aéronautique et navale
- Équipements de télécommunication, électroniques et optiques
- Vêtements et équipements personnels

Les objets exposés sont principalement la propriété de la Bundeswehr. Les objets expérimentaux et les prototypes proviennent de développements de projets et de projets de recherche, qui ont été réalisés principalement dans le cadre des missions des différents départements de technologie de défense.

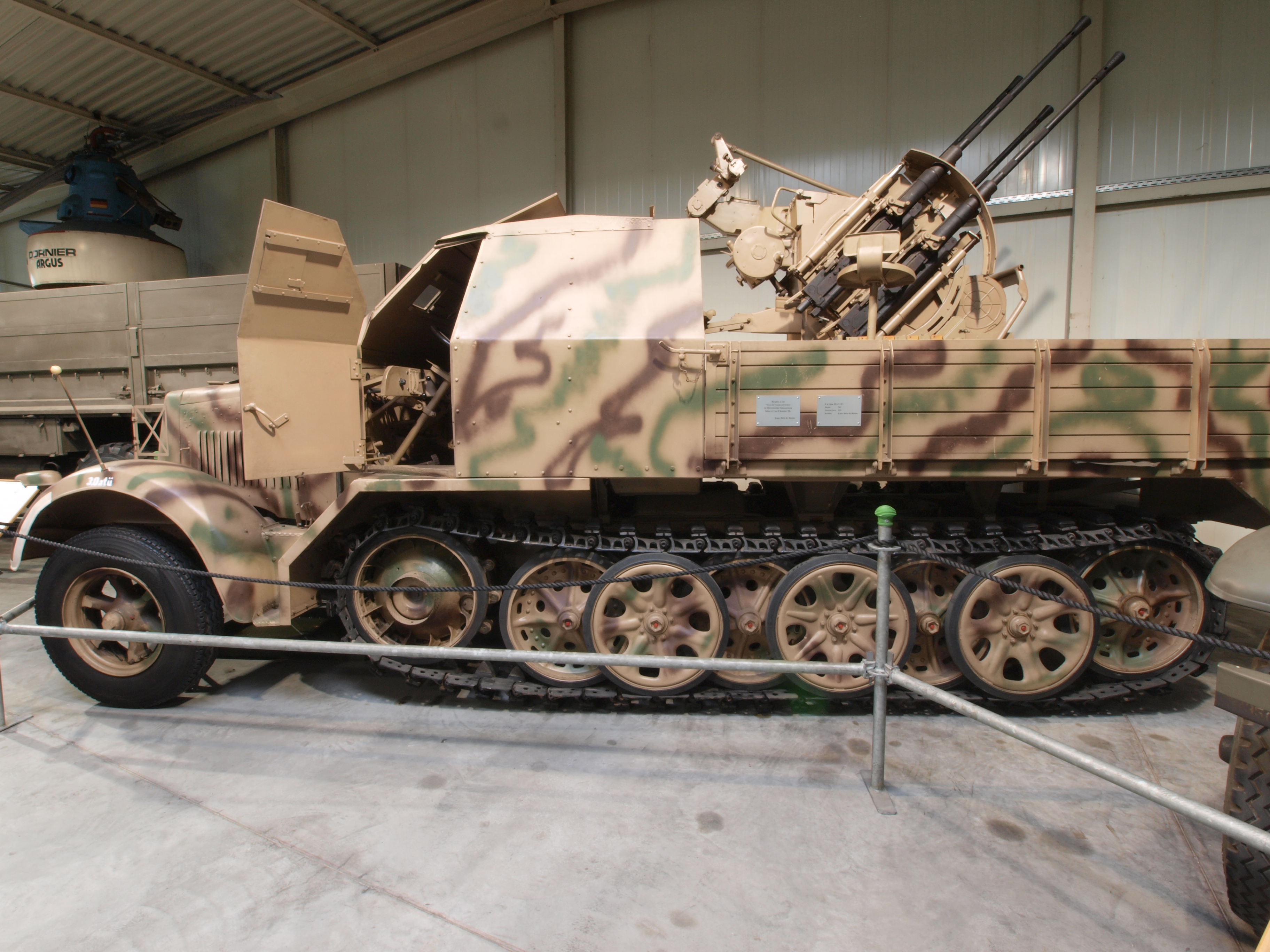
Sd.Kfz. 7 avec 2 cm Flakvierling 38.
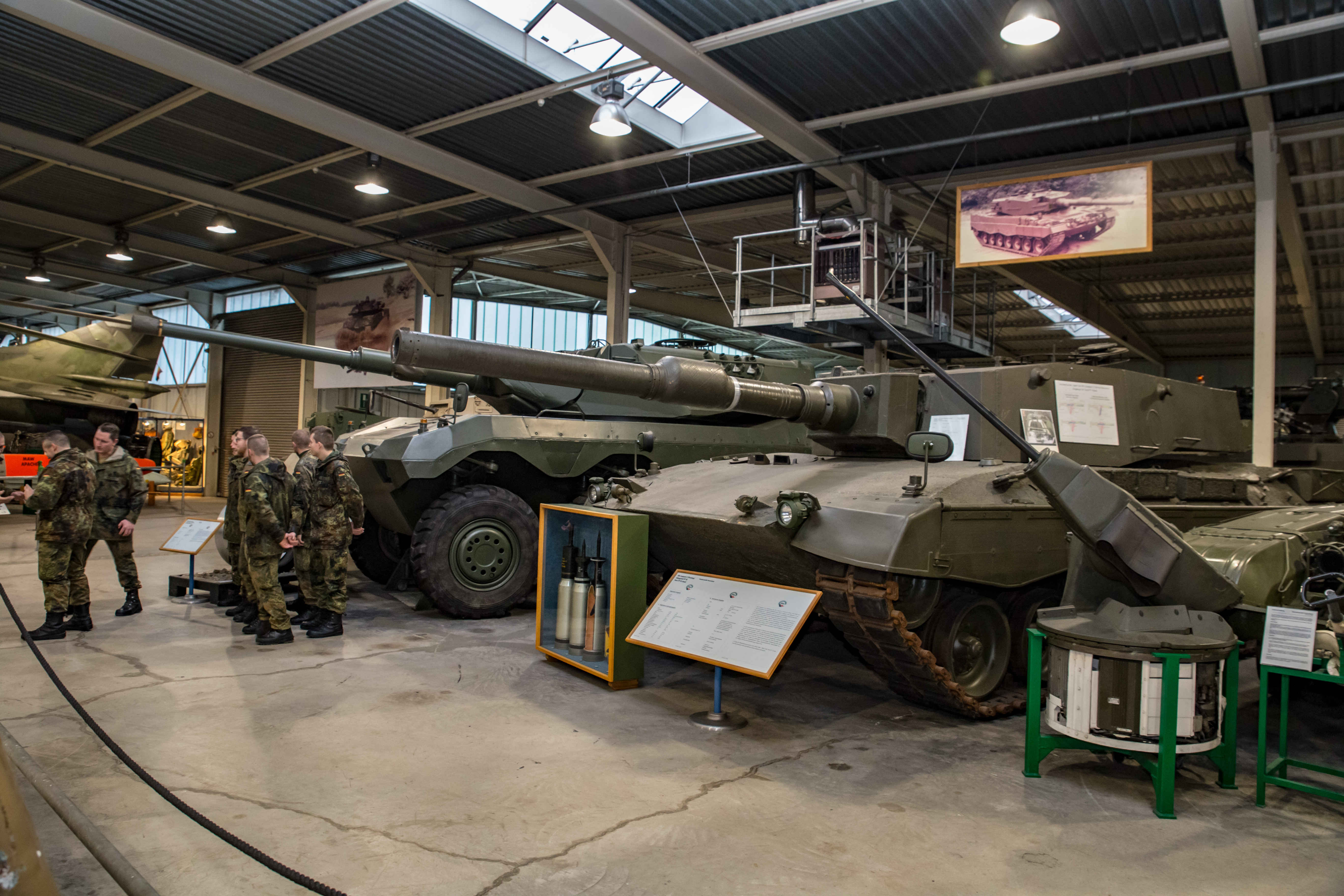
Prototype du char de combat Leopard 2
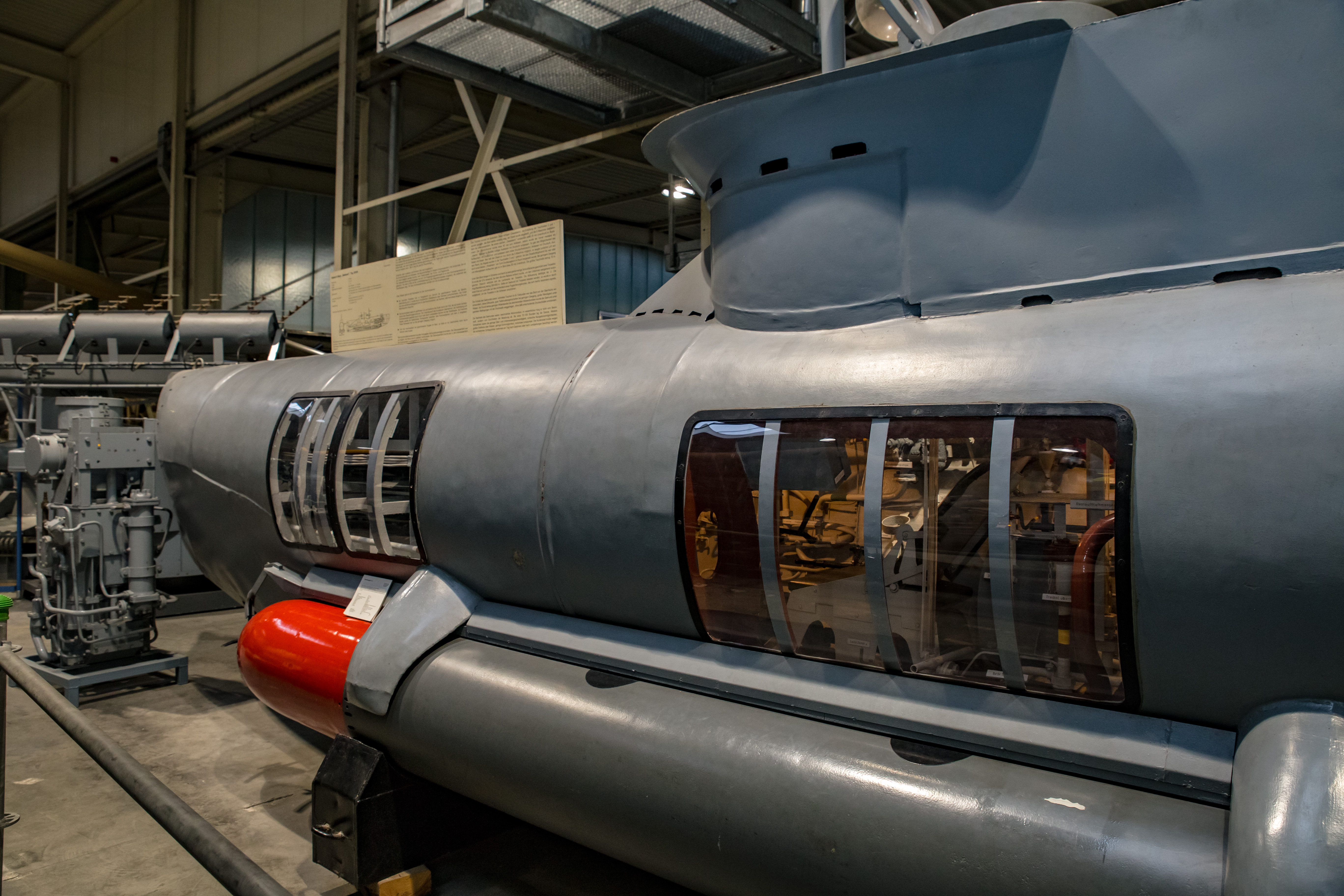
Vue en coupe du Seehund, type XXVII, Sous-marin de poche.